# Валдес
 Тази статия е за българския певец.  За полуострова вижте Валдес (полуостров).  
Валентин Василев Вълчев, по-известен като Валдес, е български певец, роден в Стара Загора. Валдес е сред първите изпълнители в попфолка и един от първите самостоятелни певци в Пайнер. Известни песни от репертоара му са „Завръщане в Берлин“ (по-известна като „Жиголо“), „Жега“, „Сексиндустрия“, „Стриптийз“, „Даскале, даскале“, „Чака рака“, „Булка метър и половина“, „Рибна фиеста“, „Лоша компания“, „Боксер пич“, „Секс писта“, като и дуетите с Емилия: „Лудост е“ и „Студен огън“.

## Дискография

### Студийни албуми
- „Мисъл за жена“ (1994)
- „Не се навеждай“ (1995)
- „Балканска душа“ (1996)
- „Жега“ (1997)
- „Сексиндустрия“ (1998)
- „Чака рака“ (1999)
- „Намеса в интереса“ (2000)
- „Кумири на тълпата“ (2001)
- „Лоша компания“ (2002)
- „Неонова империя“ (2003)

### Компилации
- „The best – очаквано от Вас“ (1999)